# Brezje pri Senušah
Brezje pri Senušah este o localitate din comuna Krško, Slovenia, cu o populație de 80 de locuitori.